# Ли Ляньин
Ли Ляньи́н (кит. трад. 李連英, упр. 李连英, пиньинь Lǐ Liányīng; 12 ноября 1848 (?), уезд Дачэн Шуньтяньской управы провинции Чжили (ныне провинция Хэбэй) — 4 марта 1911) — китайский политический деятель времён империи Цин. Его настоящим именем было Ли Интай (李英泰), впоследствии он получил имя Ли Цзиньси (李進喜) и уже затем, став доверенным лицом вдовствующей императрицы Цыси, — Ли Ляньин. Он сумел стать главным евнухом Запретного города, командуя всеми другими евнухами императорской семьи и занимая эту должность в 1869—1908 годах. Был одним из главных сподвижников императрицы и иногда называется даже фактическим правителем империи того периода, власть которого была даже выше власти императрицы, не говоря уже о других евнухах гарема.

## Биография

### Ранняя жизнь
О происхождении Ли Ляньина существуют различные версии; большинство исследователей, однако, согласны относительного того факта, что он родился в 1848 году в Чжили, а также что его семья была небогатой (или даже неимущей) и жила в сельской местности. Его дед мог быть торговцем, а его отец — дубильщиком кож (хотя иногда указывается, что он мог происходить из семьи мелких чиновников). В Пекин он впервые попал, когда сильно повредил ногу и отец взял его в столицу (где семья имела магазин), чтобы там обратиться за помощью. Врач, который лечил его, сказал, что мальчик имеет поразительные способности и должен поэтому стать монахом или евнухом, и его родители якобы поклялись, что если врач его вылечит, то так и будет.
Другая версия гласит, что он рано остался сиротой и первоначально пытался жить за счёт контрабандной торговли, за что на небольшой срок отправился в тюрьму. После освобождения он переехал в Пекин, где работал в течение некоторого времени в качестве ученика сапожника в мастерской, расположенной рядом с Запретным городом. Эта версия была также напечатана в статье о нём в издаваемой в КНР энциклопедии «Цыхай», однако в телепрограмме «Лекторская комната» на Центральном телевидении Китая профессор Цзи Ляньхай выразил сомнение, что это может соответствовать действительности.

### Кастрация и появление при дворе
Кастрация Ли Ляньина произошла в 1853 году, когда ему было шесть лет; первоначально он стал евнухом в резиденции Дуаньхуа, носившего титул «великий князь Чжэн». Известно, что в Запретный город Пекина он попал в 1856 году и носил тогда имя Ли Интай, позже получив имя Ли Цзиньси. По одной из версий, к императорскому двору он был допущен благодаря протекции евнуха по имени Шэн, своего друга детства. Первоначально он был назначен одним из носильщиков паланкина императрица Цыси, позже поступил на должность придворного парикмахера, прославившись также своими певческими способностями и произведя впечатление на императрицу своим уверенным поведением. Он, предварительно получив дополнительные навыки в этом искусстве, продемонстрировал большой творческий потенциал и способности в укладке причёсок как императрицы, так и придворных дам; по некоторым сведениям, после того, как он занялся причёсыванием императрицы, у неё прошли головные боли, из-за чего доверие её к Ли Ляньину сильно выросло, а следить за причёской и за питанием императрицы впредь дозволялось только ему. Во время пребывания императора Айсиньгёро Ичжу и его окружения в Жэхэ был его массажистом и имел возможность следить за всеми действиями старших сановников двора. Когда монарх умер в начале 1861 года, Ли вступил в борьбу за власть на стороне своей покровительницы и стремился получить в свои руки официальную печать правителя. Известно, что 1867 году он получил должность евнуха-«домоправителя».
В 1869 году, когда Ли был 21 год, главный евнух императорского двора Ань Дэхай впал в немилость и был обезглавлен в Цзинане, после того как Дин Баочжэнь, губернатор провинции Шаньдун, донёс ко двору о его безобразном поведении у него в провинции. Поскольку к тому времени фактическая власть — после успешного переворота 1861 года — в значительной степени находилась в руках Цыси, а Ли был её союзником, то после смерти Ань Духая и падения партии Су Шуня он стал одним из самых влиятельных евнухов при дворе и вскоре был назначен главным евнухом — эту должность он занимал до смерти вдовствующей императрицы в 1908 году.
В 1871 году он получил от императрицы имя, под которым вошёл в историю, — Ли Ляньин. Заняв высокое положение, он сразу же начал доносить императрице на тех придворных императорского двора, которых считал для себя опасными, — в частности, что они массово берут взятки серебром, что вызвало возмущение императрицы. Благодаря своим сообразительности и осмотрительности он стал центральной фигурой в организации плетения всевозможных интриг в придворном окружении, постепенно завоевав доверие влиятельных маньчжуров при дворе. Императрица позволила ему, среди прочего, сидеть в её присутствии (за подобное же Су Пэйшэн, главный евнух императора Канси, был жестоко наказан).

### Деятельность в должности главного евнуха
Деятельность Ли Ляньина при дворе оценивается историками полярно. Согласно некоторым источникам, он, несмотря на жестокость и коррумпированность, иногда пользовался своим положением, чтобы защитить людей от наказаний, якобы даже оказывал помощь находящемуся под домашним арестом императору Гуансюю, формальному правителю империи, и не был похож на традиционные типажи злоупотребляющих властью чиновников из китайских драм и романов-сяошо. Некоторые китайские источники характеризуют его характер и политику во взаимоотношениях с Цы Си как уважительную, дальновидную и осторожную. Согласно некоторым оценкам, в последние годы жизни императрицы он был для неё больше другом, нежели приближённым.
Вместе с тем в других источниках говорится, что Ли Ляньин был коррумпированным и жадным человеком, стремившимся только к власти и богатству и устраняющим тех, кто был богаче его самого. Его отношение к заключённому Гуансюю якобы было вовсе не милосердным, и многие факты жестокого обращения, которые претерпел император под арестом, включавшие грязное жилище, отсутствие нормальной еды и холод, были результатом интриг Ли. В одном из источников упоминается также о том, что именно он в гневе столкнул Чжэнь, наложницу Гуансюя, в колодец, сделав это по тайному приказу Цыси.
По причине своего огромного влияния он иногда именовался «девятисоттысячелетним господином». Благодаря его вдумчивым и тщательно продуманным предприятиям личное состояние Цыси значительно возросло. Он участвовал в организации утечки денег из государственной казны на строительство одного из дворцов под Пекином. Он заботился также о здоровье императрицы, иногда применяя довольно странные методы (как сообщается в одном из анекдотов, в лечебных целях он дал ей кусок собственного тела, чтобы та съела его). Он также занимался удовлетворением сексуальных потребностей императрицы (поиском и доставкой в её апартаменты миловидных мужчин). Его личные отношения с императрицей отражает придуманный им термин «преподобная Будда», который сильно пришёлся ей по душе. Используя своё служебное положение, он составил себе огромное состояние. Он мог добиться лучшего поста для человека или освобождения из тюрьмы за сумму до 100000 лянов. Он принимал участие в большом количестве различных государственных событий (например, в организации свадьбы Гуансюя с Лунъюй в 1889 году). В конце правления Цыси у Ли уже появился преемник Чжан в качестве будущего главного евнуха, но он по-прежнему имел при дворе решающий голос во всех вопросах.

## Поздняя жизнь
В октябре 1908 года умерли император Гуансюй и вдовствующая императрица Цыси, после чего Ли Ляньин, не имевший к тому времени поддержки при дворе и уже испытывавший проблемы со здоровьем, составил обзор положения дел при дворе для своего преемника Чжана и обратился к вдовствующей императрице Лунъюй с просьбой о назначении ему пенсии за его долгую службу при императорском дворе. Тем не менее в первый год правления Пу И он был выселен из императорского дворца в возрасте 60 лет, проведя в нём ещё сто дней после смерти императрицы. Когда в октябре 1911 года началась Синьхайская революция, он был уже при смерти и вскоре умер. Причиной смерти первоначально называлась дизентерия, но в 1966 году, в ходе Культурной революции, когда могила Ляньина была раскопана, вместо трупа там обнаружили лишь череп, что сразу же привело к быстрому распространению слухов, что он умер не от болезни, а был убит. Могила Ли Ляньина была разрушена в период Культурной революции, ныне на этом месте располагается только надгробная плита с эпитафией.
Существует информация, что после раскопки его могилы студенты-хунвэйбины, извлёкшие череп, играли им в футбол, а затем спустили в унитаз. Преподаватель пекинской школы по имени Чжао Гуаньчжи выловил череп из унитаза и перезахоронил его на холме в неизвестном месте.

## Память
В 1991 году режиссёр Тянь Чжуанчжуан снял фильм «Ли Ляньин: императорский евнух», рассказывающий о жизни Ли Ляньина.